# Gibson L6
Gibson L6 eller L6 S lanserades 1973. Är en s.k. solid elgitarrmodell. Skapad av Bill Lawrence (gitarrbyggare), en skicklig gitarrist som under 1970-talet arbetade åt Gibson.
Gitarren producerades i flera olika modeller under sin produktionstid: Custom, Deluxe och Midnight special. Den mest kända var Custom, med solid lönnkropp och lönnhals laminerad från tre delar. Kroppen var tunnare, bredare och lättare än en Les Paul. Modellen kunde också skryta med Schaller M-6 tuners och ett Schaller “wide travel” tune-o-matic stall med ett helgjutet ändstycke i zink.
Det som framförallt skiljde L6 Custom från andra Gibsonmodeller var elektroniken. Gitarren var utrustad med två keramiska "super"-humbucker pickuper och ett unikt sexpositioners reglage för att välja olika kombinationer av de två pickuperna. Förutom de normala valen av pickuperna var för sig eller tillsammans, kunde man också välja att kombinera dem seriellt eller parallellt, samt huruvida de skulle kombineras i fas eller i motfas. Denna konstruktion kunde generera en hel mängd olika tonkaraktärer men var svår att manövrera på scen och blev därför inte så populär som Gibson kanske hoppats.
På Deluxmodelen användes inget ändsycke, utan strängarna drogs genom kroppen och fästes på baksidan. Delux hade samma typ av pickuper som custom, men med plastkåpor snarare än metall. Delus saknade också den sexvägsomkopplare som fanns på custom och hade istället en helt vanlig trevägsväljare för val av pickup. Delux var den enda av modellerna med greppbräda i jakaranda
Midnight special kombinerade de genomgående strängarna och trevägs pickupväljaren från Delux med metallkåporna och lönngreppbrädan från Custom.
Al DiMeola och Carlos Santana rekommenderade båda L6S, och båda använde L6S custom på några av sin inspelningar.